# Спавіно (Оклахома)
Спавіно (англ. Spavinaw) — місто (англ. town) в США, в окрузі Мейз штату Оклахома. Населення — 350 осіб (2020).

## Географія
Спавіно розташоване за координатами 36°23′33″ пн. ш. 95°3′1″ зх. д. / 36.39250° пн. ш. 95.05028° зх. д. (36.392506, -95.050227).  За даними Бюро перепису населення США в 2010 році місто мало площу 0,97 км², уся площа — суходіл.

## Демографія
Згідно з переписом 2010 року, у місті мешкало 437 осіб у 189 домогосподарствах у складі 108 родин. Густота населення становила 451 особа/км².  Було 276 помешкань (285/км²).
Расовий склад населення:
| - 60,6 % — білих - 30,0 % — корінних американців |

До двох чи більше рас належало 9,2 %. Частка іспаномовних становила 4,3 % від усіх жителів.
За віковим діапазоном населення розподілялося таким чином: 23,6 % — особи молодші 18 років, 58,3 % — особи у віці 18—64 років, 18,1 % — особи у віці 65 років та старші. Медіана віку мешканця становила 42,9 року. На 100 осіб жіночої статі у місті припадало 96,0 чоловіків;  на 100 жінок у віці від 18 років та старших — 90,9 чоловіків також старших 18 років.
Середній дохід на одне домашнє господарство  становив 31 102 долари США (медіана — 25 893), а середній дохід на одну сім'ю — 36 412 долари (медіана — 33 750). За межею бідності перебувало 34,5 % осіб, у тому числі 44,1 % дітей у віці до 18 років та 18,6 % осіб у віці 65 років та старших.
Цивільне працевлаштоване населення становило 113 особи. Основні галузі зайнятості: освіта, охорона здоров'я та соціальна допомога — 21,2 %, виробництво — 20,4 %, роздрібна торгівля — 14,2 %, будівництво — 14,2 %.